# Noteć
 Noteć (tiếng Đức: Netze, tiếng Latinh: Natissis) là một con sông ở miền trung Ba Lan với chiều dài 391 km (243 mi) (dài thứ 7) và diện tích lưu vực là 17.302 km2 (6.680 dặm vuông Anh). Đây là nhánh sông lớn nhất của sông Warta và nằm hoàn toàn trong lãnh thổ Ba Lan.

## Dòng chảy

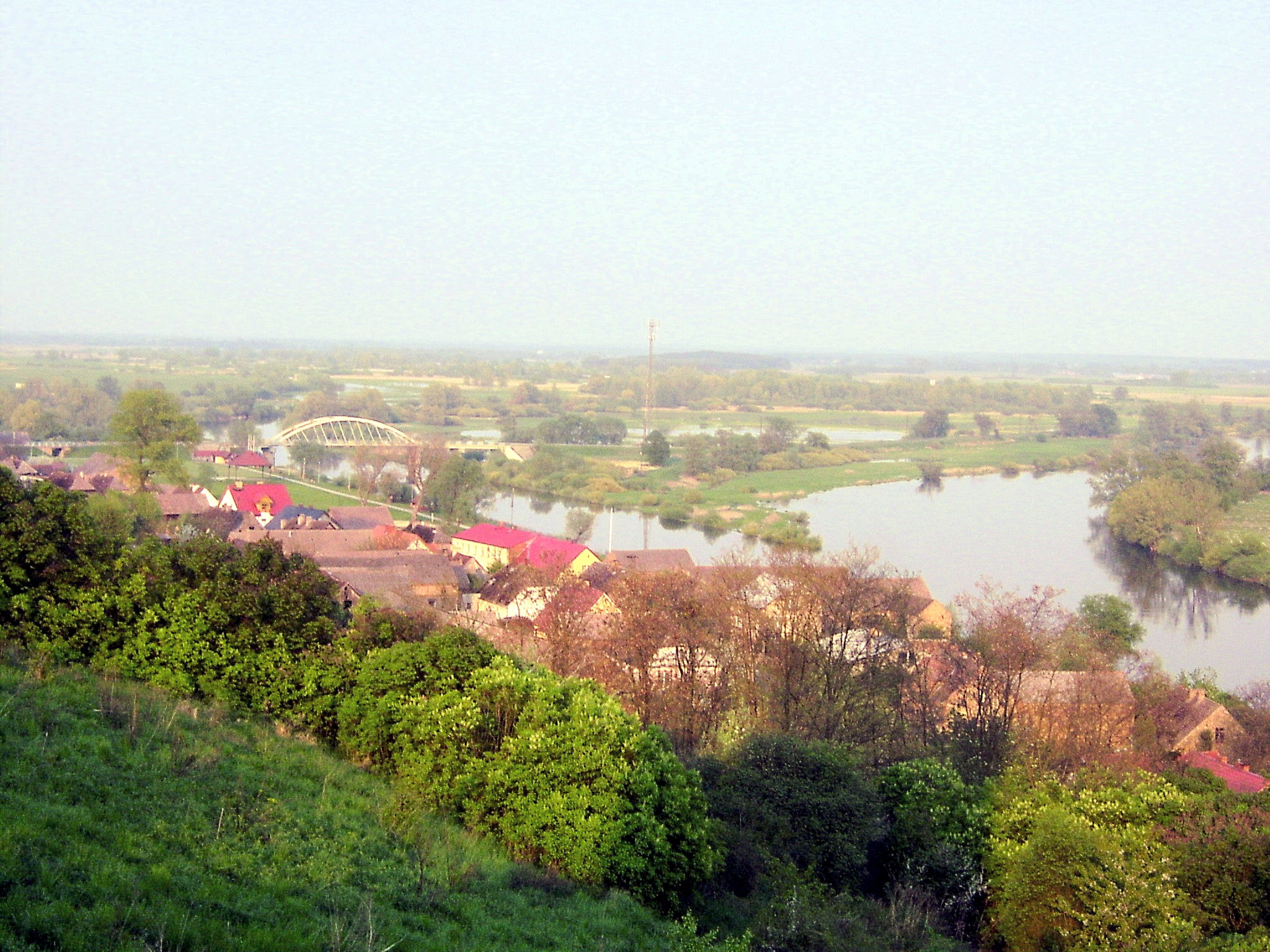
Cửa sông tại Santok

Nó bắt nguồn ở Kuyavian-Pomeranian Voivodeship và chảy qua hồ Gopło và thị trấn Inowrocław. Nó chảy đến voivodeship của Greater Poland trong khu vực Pałuki lịch sử ở phía nam Piła. Xa hơn nữa ở Lubusz Voivodeship, nó đổ vào Warta tại Santok gần Gorzów Wielkopolski. Con sông thường được chia thành một phần phía trên (Noteć Górna), chảy từ đầu nguồn đến Nakło và phần dưới (Noteć Dolna) từ Nakło đến cửa sông Warta. Tại Nakło, Kênh Bydgoszcz, được xây dựng vào năm 1773/74, nối sông Noteć với sông Brda, một nhánh của Vistula, tại Bydgoszcz.
Các phần thấp hơn từ cửa Drawa (gần Krzyż Wielkopolski) nằm trong Toruń-Eberswalde Urstromtal rộng lớn. Những vùng đất ngập nước rộng lớn này, chỉ có hai đoạn sông lịch sử tại Santok và Drezdenko, là nơi dân cư phân bố thưa thớt.
Hầu hết các đoạn của Noteć đều có thể điều hướng. Một số âu tầu và đập kết nối Vistula với hệ thống đường thủy Warta / Oder.

## Lịch sử
Vào thời trung cổ, đầm lầy không thể vượt qua được của hạ lưu sông Noteć đã hình thành biên giới giữa Vương quốc Ba Lan và vùng đất của các bộ lạc Pomeranian trên bờ biển Baltic. Tranh chấp trong nhiều thế kỷ, cuối cùng pháo đài của Santok và Drezdenko đã được bá tước Conrad của Brandenburg mua lại nhân dịp đám cưới của ông với Constance of Poznań, con gái của công tước Piast Przemysł I của Greater Poland, vào năm 1260.
Sau nhiều nỗ lực không thành công của Piasts Ba Lan để giành lại quyền kiểm soát, khu vực dọc theo Noteć hạ cuối cùng đã được đưa vào khu vực Brandeburg Neumark. Trong nhiều thế kỷ, biên giới với Poznań Voivodeship của Ba Lan mở rộng chạy giữa Drezdenko (Driesen) và Krzyż ở thượng nguồn. Dưới sự cai trị của Joachim III Frederick của Brandenburg từ khoảng năm 1603, pháo đài đã được xây dựng lại và các khu định cư tiếp theo được dựng lên trong vùng đất ngập nước. Kế hoạch đầu tiên cho một hệ thống thoát nước và cải tạo đất quy mô lớn đã được phát triển dưới thời vua Frederick William I của nước Phổ vào năm 1738/39, mặc dù không được thực hiện cho đến sau Chiến tranh Bảy năm vào năm 1763.
Sau khi lần phân vùng đầu tiên của Ba Lan vào năm 1772, vùng đất liền Ba Lan nằm sát bờ sông bị Vương quốc Phổ sáp nhập thành Quận Netze. Lãnh thổ, được tạo ra bởi chính quyền Phổ, một lần nữa được nhượng lại cho Công tước Warsaw mới thành lập vào năm 1807, nhưng đã rơi trở lại vào tay Phổ theo nghị quyết của Quốc hội Vienna năm 1815.

## Thị trấn
- Inowrocław
- Izbica Kujawska
- Kruszwica
- Pakość
- Barcin
- Labiszyn
- Nakło nad Notecią
- Ujście
- Czarnków
- Wieleń
- Krzyż Wielkopolski
- Drezdenko
- Làng Santok gần Gorzów Wielkopolski